# Штурм Ізмаїла (1790)
Штурм Ізмаїла — облога і штурм 1790 року турецької фортеці Ізмаїл російськими військами під командуванням генерал-аншефа Олександра Суворова під час російсько-турецької війни 1787—1792 років.

## Передісторія
Ізмаїльська фортеця знаходилася на лівому березі Кілійського гирла Дунаю між озерами Ялпуг і Катлабух. Стратегічне значення Ізмаїла було визначним – саме тут сходилися шляхи з Галаца, Хотина, Бендер та Кілії; тут було найзручніше місце для вторгнення з півночі за Дунай у Добруджу. На початок російсько-турецької війни турки під керівництвом німецьких і французьких інженерів перетворили Ізмаїл на потужну фортецю з високим валом та широким ровом завглибшки від 3 до 5 сажнів (6,4 — 10,7 м), місцями наповненим водою. На 11 бастіонах розташовувалося 260 гармат. Гарнізон Ізмаїла становили 35 000 чоловік під командуванням Айдозле Мехмет-паші. Частиною гарнізону командував кримський хан Каплан-Гірей. Згідно з фірманом султана у разі падіння Ізмаїлу мав бути страчений кожен з його гарнізону, де б його не було знайдено.
На думку російських воєначальників та дипломатів, здобуття Ізмаїла мало сприяти успішному для Росії завершенню мирних перемовин із Туреччиною. Штурм Ізмаїла було здійснено за наказом головнокомандувача Південної армії генерала-фельдмаршала Григорія Потьомкіна. Впоратися із поставленим завданням було не сила ані Миколі Рєпніну (1789), ані Івану Гудовичу, ані самому Потьомкіну (1790). Зрештою Потьомкін доручає операцію Олександру Суворову.

## Хід операції

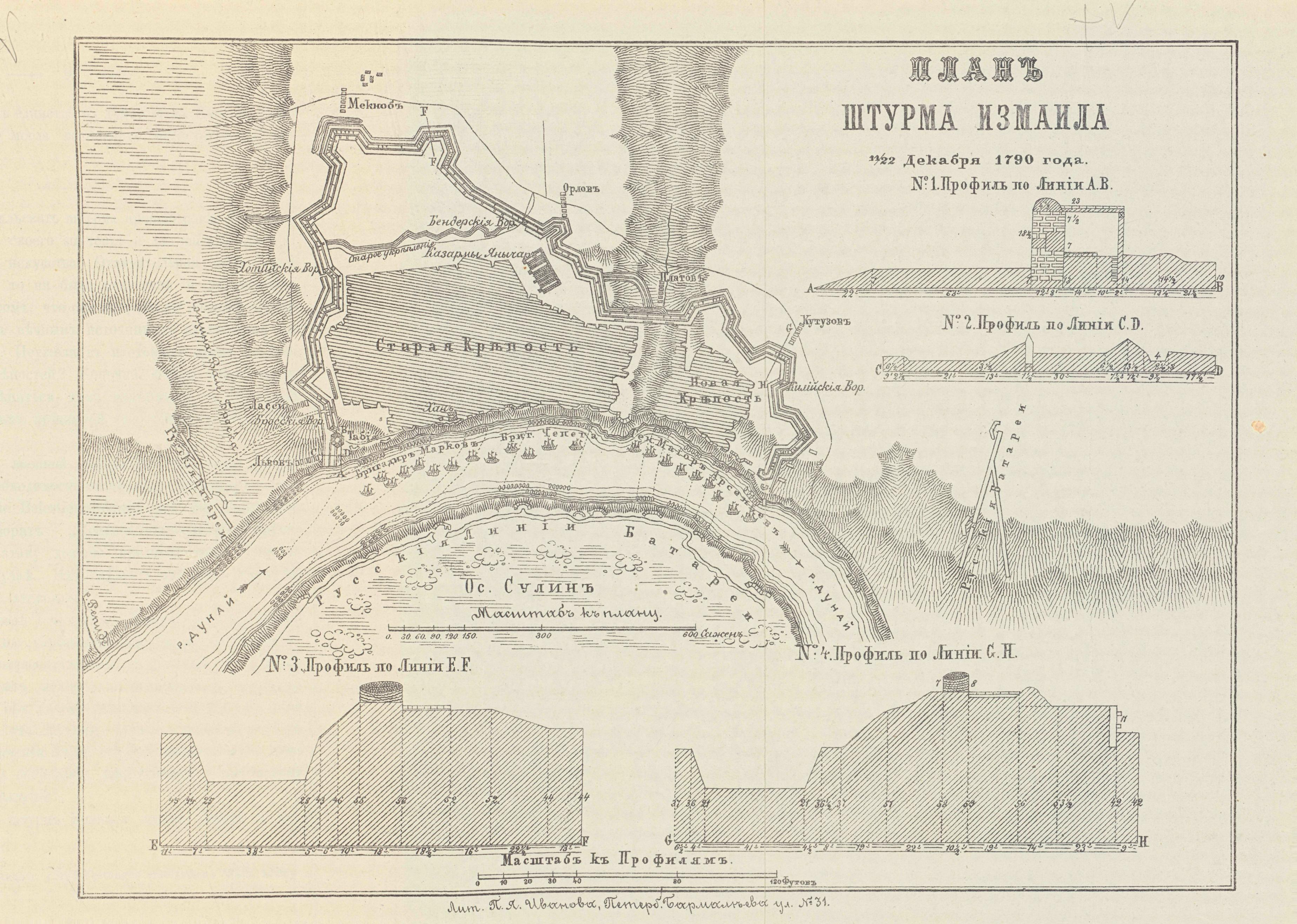
План

26 листопада військова рада російської армії приймає рішення зняти облогу Ізмаїла через наближення зими. Однак Потьомкін не затвердив цього рішення й відав наказ генерал-аншефу Суворову, війська якого стояли під Галацем, прийняти командування частинами, що обложили Ізмаїл. Прибувши 2 (13) грудня під Ізмаїл, Суворов блокував фортецю з суші та з боку Дунаю, протягом шести днів провів підготовку до штурму, в тому числі навчаючи війська штурмувати макети високих кріпосних стін Ізмаїла. Закінчивши підготовку до штурму, 7 (18) грудня Суворов направив коменданту Ізмаїла ультиматум з вимогою здати фортецю не пізніше ніж за 24 години з моменту вручення вимоги. Ультиматум був відхилений: Мехмет-паша у відповідь звелів повідомити, що «швидше Дунай висохне і небо впаде на землю, ніж Ізмаїл буде взято».
9 (20) грудня зібрана Суворовим військова рада постановила негайно розпочати штурм, який було призначено на 11 грудня. Протягом двох днів Суворов вів артилерійську підготовку, а 11 (22) грудня о 5:30 ранку розпочався штурм фортеці. Атакуючі війська поділялися на три загони (крила) по три колони кожне. Загін генерал-майора де Рібаса (9000 осіб) атакував з боку річки; праве крило під начальством генерал-поручника П. С. Потьомкіна (7500 осіб) повинно було завдати удару по західній частині фортеці; ліве крило генерал-поручника О. М. Самойлова (12000 осіб) — по східній. Кавалерійські резерви бригадира Вестфалена — 2500 осіб. Разом військо Суворова налічувало 31 000 осіб, у тому числі 15 000 — нерегулярних, погано озброєних. За рішенням Суворова штурм мав розпочатися о п'ятій ранку, приблизно за дві години до світанку з метою раптовості першого удару та оволодіння валом. В той самий час, передбачаючи запеклий опір, Суворов мав намір мати у розпорядженні якомога більше світлого часу доби.
10 (21) грудня зі сходом сонця почалася підготовка штурму вогнем флангових батарей, з острова та суден флотилії (всього близько 600 гармат). Вона тривала майже добу і завершилася за 2,5 години до початку штурму. В цей день росіяни втратили убитими 3 офіцерів і 155 нижчих чинів, пораненими — 6 офіцерів і 224 нижчих чини. Штурм не став для турків несподіванкою. Вони щоночі були готові до нападу росіян, крім того, кілька перебіжчиків розкрили план нападників.
О 3:00 ночі 11 (22) грудня війська атакуючих залишили табір й у складі колон виступили на призначені вихідні позиції. О пів на шосту ранку колони рушили на приступ.
Першою досягла фортеці 2-га колона генерал-майора Бориса Лассі – о шостій ранку його єгері здолали вал та розпочали бій. Апшеронські стрільці й Фанагорійські гренадери 1-ї колони генерал-майора Андрія Львова, опанувавши першими батареями та Хотинськими воротами, з'єдналися із 2-ю колоною. Хотинські ворота було відкрито для кавалерії. Одночасно на протилежному боці фортеці 6-та колона генерал-майора Михайла Голенищева-Кутузова оволоділа бастіоном Кілійських воріт та захопила вал аж до сусідніх бастіонів.
Найбільші труднощі прийшлися на 3-ю колону Федора Мекноба, яка штурмувала великий північний бастіон, сусідній з ним на схід, та куртину між ними. У цьому місці глибина рову та висота валу були такими, що драбини в 5,5 сажнів (близько 11,7 м) виявилися закороткими, тому довелося під вогнем зв'язувати їх попарно. Але зрештою й головний бастіон було захоплено. 4-та й 5-та колони (відповідно полковника В. П. Орлова та бригадира М. І. Платова) також виконали поставлені перед ними завдання – здолали вал на своїх ділянках.
З моря діяла козацька флотилія Антіна Головатого, розташована саме під жерлами турецьких гармат. З ранковою зорею десантом з острова Сулин флотилія Головатого першою розпочала штурм, вдаривши по турецьких батареях, змусивши їх замовкнути. На 8 годину ранку козаки знову взяли турецькі редути й укріплення з боку Дунаю. Доки сухопутні війська Суворова штурмували стіни, козаки підійшли до фортеці й кинулися на стіни. Начальником авангарду був Де Рібас, козацькими полками командували Антін Головатий та Захарій Чепіга. Війська трьома колонами, під прикриттям гребного флоту, розпочали висадку близько сьомої ранку. Висадка проводилася швидко і чітко, попри опір понад 10 000 турків й татар. Успіху висадки чимало сприяли колона Львова, яка атакувала берегові батареї на фланзі, а також дії сухопутних військ зі східного боку фортеці.
Перша колона генерал-майора Миколи Арсеньєва, яка підійшла на 20 суднах, висадилася на берег і розділилася на кілька частин. Батальйон херсонських гренадерів під командуванням полковника Валер'яна Зубова оволодів досить крутим кавальєром, втративши дві третини людей. Батальйон ліфляндських єгерів полковника графа Роже де Дама зайняв батарею, яка прострілювала берег.
Інші частини також захопили укріпленнями в своїх секторах наступу. Третя колона бригадира Маркова висадилася у західній частині фортеці під картечним вогнем з редуту Табія.
На світанку, коли стало зрозуміло, що вал захоплений, а турки відступають до внутрішньої частини міста, російські колони з різних сторін рушили до центру міста — праворуч Потьомкін, з півночі — козаки, ліворуч  — Кутузов, з боку річки  — де-Рибас. Розпочався новий бій. Особливо запеклий опір тривав до 11 ранку. Майже кожен будинок доводилося брати з боєм. Близько опівдня Лассі, який першим зійшов на фортечний вал, першим досяг і центру міста, де зустрів тисячу татар під орудою Максуд Гірея. Максуд Гірей захищався завзято, і тільки коли більшу частину його загону було перебито —здався у полон із 300 воїнами, які залишилися живими.
Для підтримки піхоти і забезпечення успіху Суворов наказав ввести в місто 20 легких гармат, аби картеччю очистити вулиці від турків. Фактично, о першій годині дня місто було захоплено. Проте, оборона турків окремих районів тривала, а Каплан Гірей із кількома тисячами кінних та піших татар й турків навіть спробував відбити фортецю. Але ця спроба не вдалася. О 4 годині перемога була здобута остаточно. Ізмаїл упав.

## Підсумки штурму

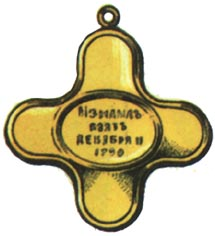
Написи: «За відмінну хоробрість» на лицьовій стороні та «Ізмаїл взято грудня 11 1790» на зворотний.

Втрати турків були суттєвими: вбитими — понад 26 тисяч, полоненими — 9000 (з яких наступного дня 2000 померли від ран). В Ізмаїлі було захоплено 265 гармат, до 3 тисяч пудів пороху, 20 000 ядер та інших боєприпасів, до 400 прапорів, 8 лансонів, 12 поромів, 22 легких судна та безліч коштовної здобичі, яка дісталася війську, всього на суму до 10 млн піастрів (понад 1 млн рублів). 
Росіяни втратили 64 офіцерів (бригадир, 17 штаб-офіцерів, 46 обер-офіцерів) та 1816 рядових; поранено 253 офіцери (з них три генерал-майори) та 2450 нижчих чинів. Загальна цифра втрат склала 4582 особи. Деякі автори називають кількість вбитих до 4 тисяч, а пораненими — до 6000. Разом — 10 000, у тому числі 400 офіцерів (з 650).
За штурм Ізмаїла Антін Головатий отримав орден Святого Володимира, а всі козаки — срібні медалі «За отменную храбрость при взятии Измаила Декабря 11 дня 1790», яка носилася на георгіївській стрічці. Зокрема, за Суворовим, особливо відзначилися карабінери Сіверського полку. Загалом у бою за Ізмаїл загинуло 24 козацьких старшини (офіцерів) і 388 козаків. 
Підкорення російськими військами Ізмаїла мало велике політичне значення. Подія вплинула на подальший хід війни та на укладення 1792 року Ясського миру між Росією та Туреччиною, який підтвердив приєднання Криму й Кубані до російських володінь, а також встановив російсько-турецький кордон по Дністру.

## Відео
- Штурм Ізмаїла: руйнуємо міф про найбільшу перемогу Суворова // Історія без міфів